# Kimaree Rogers
Kimaree Brian Alister Rogers (* 14. Januar 1994 in Basseterre) ist ein Fußballspieler von St. Kitts und Nevis.

## Karriere

### Klub
Er begann seine Karriere ab der Saison 2013/14 beim Village Superstars FC, wo er bis heute aktiv ist.

### Nationalmannschaft
Nach der U17 hatte er seinen ersten Einsatz für die A-Nationalmannschaft von St. Kitts und Nevis am 10. Mai 2015. Bei dem 3:1-Freundschaftsspielsieg auswärts gegen Barbados wurde er in der 75. Minute für Joash Leader eingewechselt und in der 90.+5. Minute gelang ihm das Tor zum 3:1-Endstand. Seitdem kommt er mit wenigen Ausnahmen immer wieder zum Einsatz.